# Strigilla pseudocarnaria
Strigilla pseudocarnaria är en musselart som beskrevs av Boss 1969. Strigilla pseudocarnaria ingår i släktet Strigilla och familjen Tellinidae. Inga underarter finns listade i Catalogue of Life.
Höger och vänster klaff av samma exemplar:

Höger klaff
Vänster klaff